# Summit (Oregon)
Summit – jednostka osadnicza w Stanach Zjednoczonych, w stanie Oregon, w hrabstwie Benton.